# آیگک (کاشاتاق)
آیگک (ارمنی: Այգեկ) یک منطقهٔ مسکونی در جمهوری آرتساخ است که در استان کاشاتاق واقع شده‌است.